# Vallans
Vallans est une commune du Centre-Ouest de la France située dans le département des Deux-Sèvres en région Nouvelle-Aquitaine.
Commune de la région naturelle du Marais poitevin, elle est incluse dans le parc naturel régional du marais poitevin.
Elle fait partie de la communauté d'agglomération du Niortais.

## Géographie

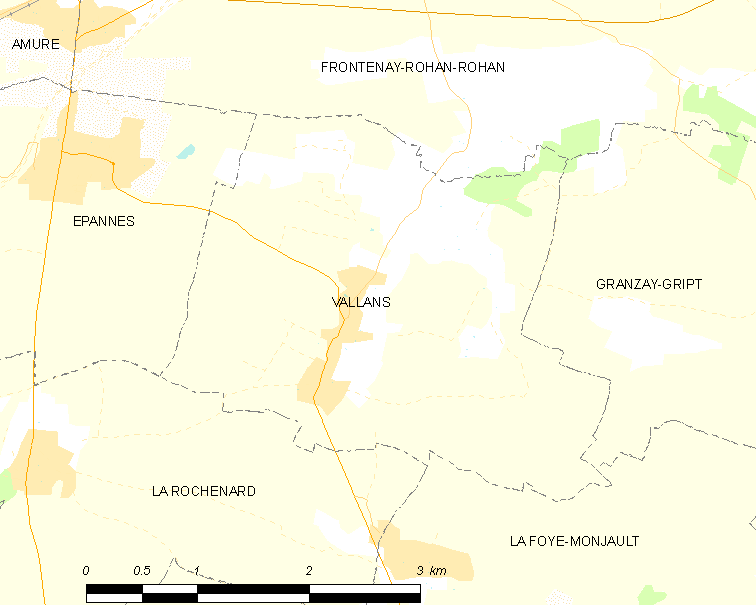
Carte de la commune de Vallans

La commune occupe un espace d'environ 9 km2 qui s'étend du sud du Marais poitevin à un plateau calcaire, appelé "plaine". Le nord de la commune est donc une zone de marais mouillé sur la rive sud de la Courance, petite rivière qui rejoint le Mignon, affluent de rive gauche de la Sèvre niortaise. Ses paysages se partagent donc entre zones humides aux petites parcelles entourées de haies, souvent de frênes têtards, ou plantées de peupliers, et espaces dégagés et vallonnés consacrés aux cultures.
Le territoire de la commune est parcouru par trois ruisseaux, le bief du Lac, le ruisseau de la Garenne d'Allerit et le ruisseau des Ancis, qui prennent leurs sources à flanc de coteau et convergent vers la plaine de la Courance. Le bourg est aussi situé à flanc de coteau, sur la route départementale D 1, entre Epannes et La Foye-Monjault. Il est aussi relié par la D 118 à Frontenay-Rohan-Rohan, chef-lieu de canton.
Vallans est bordé au nord par la commune de Frontenay-Rohan-Rohan, et plus particulièrement par son village de Faugerit, au nord de la Courance, à l'est par la commune de Granzay-Gript, au sud-est par la commune de la Foye-Monjault, au sud-ouest par la commune de la Rochénard et à l'ouest par la commune d'Epannes.

### Climat
Pour des articles plus généraux, voir Climat de la Nouvelle-Aquitaine et Climat des Deux-Sèvres.
Historiquement, la commune est exposée à un climat océanique du nord-ouest.  
En 2020, Météo-France publie une typologie des climats de la France métropolitaine dans laquelle la commune est exposée à un climat océanique et est dans la région climatique  Poitou-Charentes, caractérisée par un bon ensoleillement, particulièrement en été et des vents modérés.
Pour la période 1971-2000, la température annuelle moyenne est de 12,2 °C, avec une amplitude thermique annuelle de 14,3 °C. Le cumul annuel moyen de précipitations est de 841 mm, avec 12,6 jours de précipitations en janvier et 6,9 jours en juillet. Pour la période 1991-2020, la température moyenne annuelle observée sur la station météorologique la plus proche, située sur la commune de Prin-Deyrançon à 6 km à vol d'oiseau, est de 12,9 °C et le cumul annuel moyen de précipitations est de 837,0 mm,. Pour l'avenir, les paramètres climatiques de la commune estimés pour 2050 selon différents scénarios d’émission de gaz à effet de serre sont consultables sur un site dédié publié par Météo-France en novembre 2022.

## Urbanisme

### Typologie
Au 1er janvier 2024, Vallans est catégorisée commune rurale à habitat dispersé, selon la nouvelle grille communale de densité à sept niveaux définie par l'Insee en 2022.
Elle est située hors unité urbaine. Par ailleurs la commune fait partie de l'aire d'attraction de Niort, dont elle est une commune de la couronne,. Cette aire, qui regroupe 91 communes, est catégorisée dans les aires de 50 000 à moins de 200 000 habitants,.

### Occupation des sols
L'occupation des sols de la commune, telle qu'elle ressort de la base de données européenne d’occupation biophysique des sols Corine Land Cover (CLC), est marquée par l'importance des territoires agricoles (91,2 % en 2018), en diminution par rapport à 1990 (93,7 %). La répartition détaillée en 2018 est la suivante : 
terres arables (74,1 %), zones agricoles hétérogènes (17 %), zones urbanisées (6,5 %), forêts (2,3 %). L'évolution de l’occupation des sols de la commune et de ses infrastructures peut être observée sur les différentes représentations cartographiques du territoire : la carte de Cassini (XVIIIe siècle), la carte d'état-major (1820-1866) et les cartes ou photos aériennes de l'IGN pour la période actuelle (1950 à aujourd'hui).

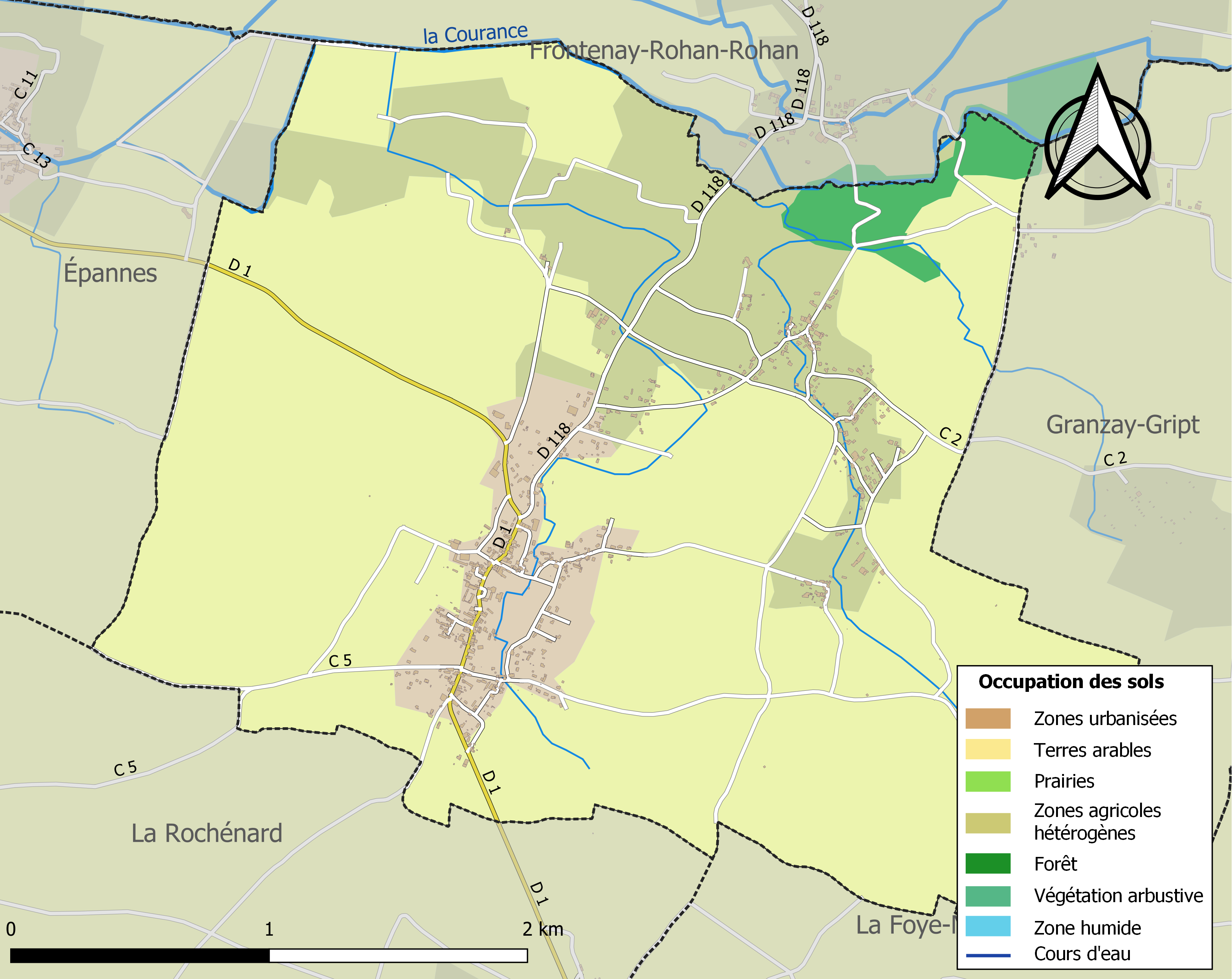
Carte des infrastructures et de l'occupation des sols de la commune en 2018 (CLC).

### Risques majeurs
Le territoire de la commune de Vallans est vulnérable à différents aléas naturels : météorologiques (tempête, orage, neige, grand froid, canicule ou sécheresse), inondations, mouvements de terrains et séisme (sismicité modérée). Un site publié par le BRGM permet d'évaluer simplement et rapidement les risques d'un bien localisé soit par son adresse soit par le numéro de sa parcelle.
Certaines parties du territoire communal sont susceptibles d’être affectées par le risque d’inondation par débordement de cours d'eau, notamment la Courance. La commune a été reconnue en état de catastrophe naturelle au titre des dommages causés par les inondations et coulées de boue survenues en 1982, 1983, 1993, 1995, 1999 et 2010,.

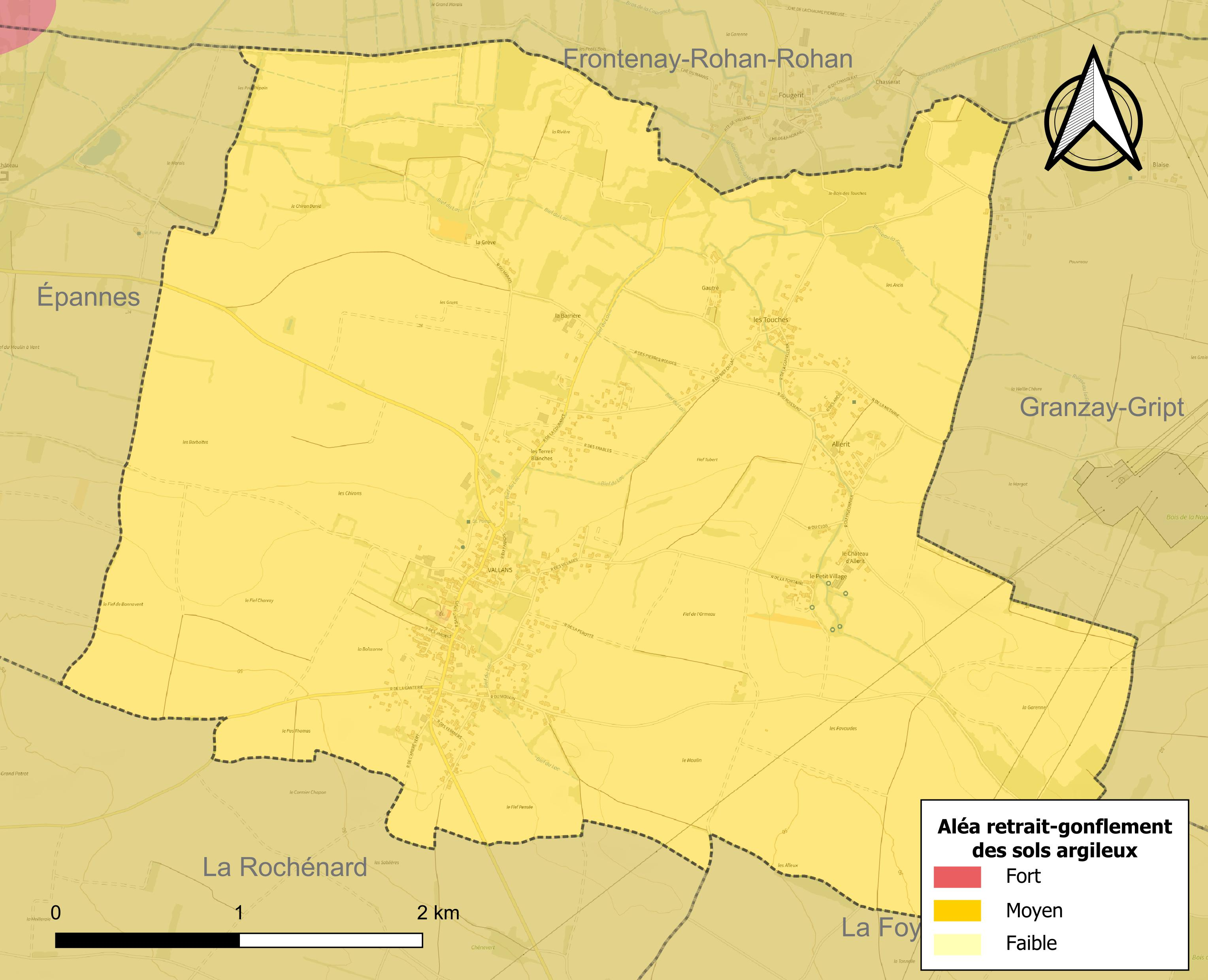
Carte des zones d'aléa retrait-gonflement des sols argileux de Vallans.

Les mouvements de terrains susceptibles de se produire sur la commune sont des tassements différentiels. Le retrait-gonflement des sols argileux est susceptible d'engendrer des dommages importants aux bâtiments en cas d’alternance de périodes de sécheresse et de pluie. La totalité de la commune est en aléa moyen ou fort (54,9 % au niveau départemental et 48,5 % au niveau national). Depuis le 1er octobre 2020, en application de la loi ELAN, différentes contraintes s'imposent aux vendeurs, maîtres d'ouvrages ou constructeurs de biens situés dans une zone classée en aléa moyen ou fort,.
La commune a été reconnue en état de catastrophe naturelle au titre des dommages causés par des mouvements de terrain en 1999 et 2010.

## Économie
La superficie de la commune est essentiellement consacrée à l'agriculture, à l'élevage des bovins et aux cultures. L'artisanat est aussi représenté par des entreprises relevant du domaine des travaux publics, de la plomberie, de l'équipement électrique, du bâtiment, de la création, des services à la personne, des transports... La commune bénéficie aussi de plusieurs gites ruraux et chambres d'hôtes existent aussi à Vallans.

## Histoire

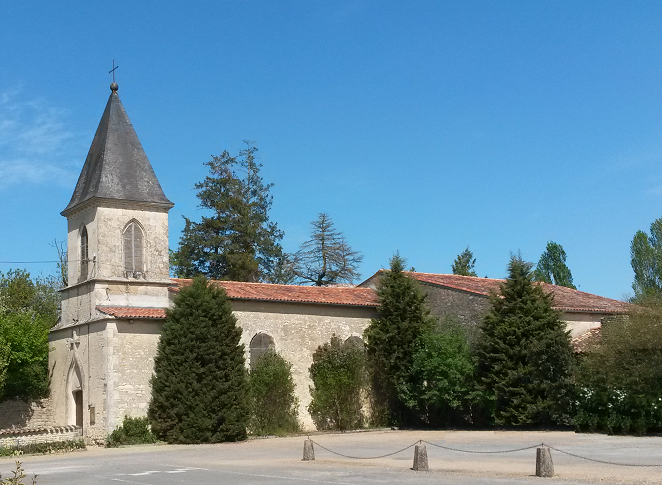
Église Notre-Dame de Vallans.

Au milieu du XIIIe siècle, Hugues X de Lusignan refusa de reconnaître l'autorité du comte de Poitiers, Alphonse, frère cadet de Louis IX (Saint Louis). Ce dernier décida d'intervenir et se lança en campagne avec une armée de 30 000 hommes, chevaliers et fantassins, et des engins de siège contre les forteresses du sire de Lusignan, dont celle de Frontenay. En mai 1242, le roi passa à Vallans pour assiéger Frontenay, qui tomba en juin, et reçut dès lors le nom de Frontenay-l'Abattu,. Louis IX contracta à Vallans une fièvre qu'il crut fatale. Il fit alors le vœu de partir en croisade s'il guérissait, ce qui fut le cas. L'église Notre-Dame de Vallans abrite ainsi, outre son chœur du XIe siècle et ses vitraux du XIXe siècle, un tableau de Saint Louis. La rue principale du bourg de Vallans, qui correspond à la route départementale D 1, fut baptisée rue Saint-Louis en 1991.

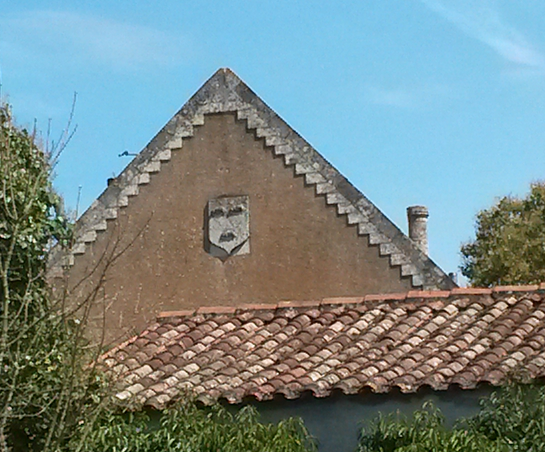
Blason sur le pignon du château de Vallans.

On trouve des traces de la seigneurie de Vallans, et de son château, situé dans le bourg, au début du XIVe siècle. Il passe ensuite de familles en familles jusqu'aux Chebrou, dont un des membres émigrera à la Révolution, avant de devenir maire au début du XIXe siècle.
Sous l'Ancien Régime, Vallans faisait partie de la province de Saintonge. En 1789, au début de la Révolution française, c'est à Saint-Jean-d'Angély que son cahier de doléances fut porté. Celles-ci portaient essentiellement sur les difficultés des viticulteurs, la vigne étant cultivée sur une part importante des 903 hectares de la paroisse : "Le vin constituant notre principale production, nous passons les trois quarts de notre temps à cultiver nos vignes qui nous procurent à peine un bénéfice de six francs par barrique. L'hiver, en un temps où l'argent nous serait le plus nécessaire, les chemins de traverse sont impraticables et ceux reliant le bourg à la grand' route ne sont pas en bon état non plus, si bien que les acheteurs de vin attendent le plus souvent le printemps pour rendre visite aux vignerons."
En 1790, Vallans figura parmi la douzaine de communes cédées par la Saintonge pour former le département des Deux-Sèvres, essentiellement composé de la partie centrale de l'ancienne province du Poitou.
Après la Révolution française, les marais communaux ont disparu dans de nombreuses communes, alors qu'à Vallans l'usage du pacage au marais s'est poursuivi jusqu'à l'époque contemporaine.
Un vigneron rédigeant ses mémoires au milieu du XXe siècle décrivit la situation agricole de 1875 ainsi : "Tout le sud de notre département était vignoble mais quelques communes comme La Foye-Monjault et La Rochénard l'étaient entièrement ; d'autres comme Vallans, Usseau et Granzay l'étaient aussi mais une partie était marais, chambeaux et prairies." Les vignes de Vallans et des communes environnantes ont pratiquement toutes disparu lors de la crise du phylloxéra, entre 1878 et 1885. À la suite de ce bouleversement économique, qui marqua le début d'une longue baisse de la population, l'élevage prit un essor fulgurant. Une laiterie coopérative fut créée et elle poursuivit sa production jusqu'en 1944, année où elle fusionna avec la laiterie de Coulon. Les bâtiments de la laiterie de Vallans furent démolis pour laisser place à l'actuel château d'eau, situé rue de la Laiterie.
Au début des années 1830, une école primaire fut ouverte à Vallans. En 1863, une maison et des terrains furent achetés pour accueillir en 1867 l'école et la mairie (qui devinrent ensuite la poste puis l'ancienne poste rue de la Vandée). En 1877, une école séparée pour les filles fut construite. Les deux établissements scolaires et la mairie furent finalement réunis dans le presbytère transformé en 1929.

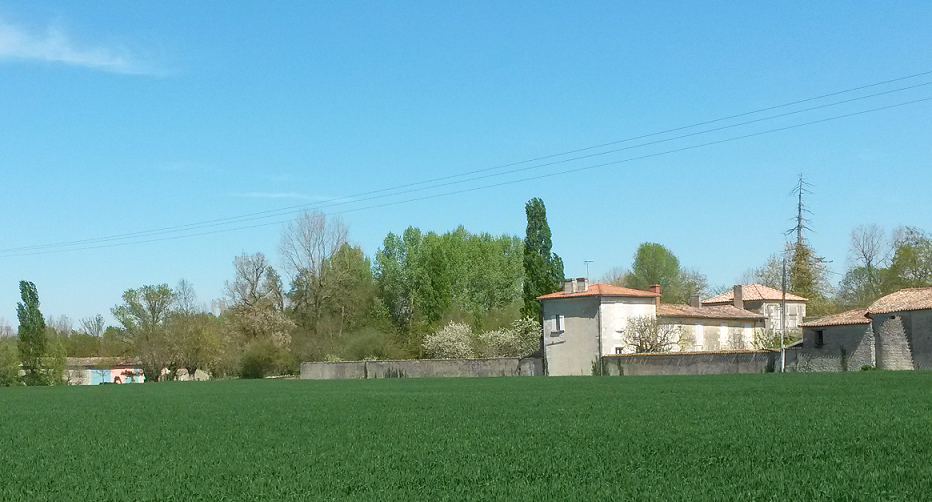
Gautret.

Francis Picabia, peintre cubiste promoteur du mouvement dada, séjourna au château de Gautret en compagnie de son épouse Gabrielle Buffet et de son fils Pancho.
Lors de la Deuxième Guerre mondiale, un agent du réseau de renseignement belge Zéro-France parachuté en août 1943 près d'Assais (à 25 km de Parthenay) échappa de justesse le 21 février 1944 à une arrestation chez des membres du réseau à Niort. Blessé, il fut brièvement hébergé dans les jours qui suivent par Hilaire Chagnon puis Ulysse et son fils Marcel Papot, des habitants du bourg de Vallans. Ces derniers furent arrêtés par la Gestapo, le 16 mars, envoyés à la prison de la Pierre Levée à Poitiers, avant d'être déportés vers le camp de Buchenwald, d'où ils ne revinrent pas. Marcel Dubreuil, autre habitant de Vallans membre du réseau de résistance fut arrêté le 28 mars, et mourut aussi en déportation, de même que Norbert et Amédée Migault de Frontenay Rohan-Rohan et Marcel Albert d'Epannes.
Jusqu'à la fin du XXe siècle, de nombreuses femmes au foyer de Vallans, comme des communes environnantes, pratiquaient à domicile l'activité de gantières pour le compte d'industriels niortais, comme les Usines Boinot. Il existe d'ailleurs une rue de la Ganterie à Vallans.

## Politique et administration
| Période | Période  | Identité                  | Étiquette | Qualité                                                        |
| ------- | -------- | ------------------------- | --------- | -------------------------------------------------------------- |
| 1809    | 1829     | Laurent-Alexandre Chebrou |           | Propriétaire au village d'Allerit, ancien émigré               |
| 1953    | 1977     | Jean Roche                |           | Chef d'entreprise de travaux publics                           |
| 1977    | 1989     | Paul Roche                |           | Chef d'entreprise de travaux publics (frère du précédent)      |
| 1989    | 2017     | Joël Misbert              | PS        | Conseiller général canton de Frontenay Rohan Rohan (1994-2015) |
| 2017    | 2020     | Michel Halgan             |           |                                                                |
| 2020    | En cours | Cédric Bouchet            |           | Agriculteur                                                    |

## Démographie
La population de Vallans, qui compte à peine 500 habitants au début du XIXe siècle, dépasse les 700 habitants à la veille de la crise du phylloxéra, laquelle marque le début d'une baisse de la population, qui s'inscrit dans le mouvement d'exode rural que connait la France à la même période. Cette baisse, qui voit la population passer sous les 350 habitants dans les années 1970, ne sera enrayée qu'à la fin du XXe siècle, Vallans bénéficiant alors de sa relative proximité de Niort. Les communes périphériques de la ville connaissent alors un important phénomène de rurbanisation. Le cap des 700 est alors à nouveau franchi dans les années 2000.
À partir du XXIe siècle, les recensements réels des communes de moins de 10 000 habitants ont lieu tous les cinq ans. Pour Vallans, cela correspond à 2007, 2012, 2017, etc. Les autres dates de « recensements » (2006, 2009, etc.) sont des estimations légales.
| 1793 | 1800 | 1806 | 1821 | 1831 | 1836 | 1841 | 1846 | 1851 |
| ---- | ---- | ---- | ---- | ---- | ---- | ---- | ---- | ---- |
| 480  | 467  | 563  | 609  | 631  | 581  | 615  | 637  | 658  |

| 1856 | 1861 | 1866 | 1872 | 1876 | 1881 | 1886 | 1891 | 1896 |
| ---- | ---- | ---- | ---- | ---- | ---- | ---- | ---- | ---- |
| 696  | 710  | 674  | 643  | 630  | 654  | 609  | 582  | 531  |

| 1901 | 1906 | 1911 | 1921 | 1926 | 1931 | 1936 | 1946 | 1954 |
| ---- | ---- | ---- | ---- | ---- | ---- | ---- | ---- | ---- |
| 548  | 541  | 537  | 475  | 450  | 420  | 426  | 446  | 397  |

| 1962 | 1968 | 1975 | 1982 | 1990 | 1999 | 2006 | 2007 | 2012 |
| ---- | ---- | ---- | ---- | ---- | ---- | ---- | ---- | ---- |
| 396  | 371  | 341  | 468  | 538  | 568  | 710  | 730  | 787  |

| 2017 | 2022 | - | - | - | - | - | - | - |
| ---- | ---- | - | - | - | - | - | - | - |
| 787  | 823  | - | - | - | - | - | - | - |

## Lieux et monuments
- Si vous ne connaissez pas le sujet, laissez ce bandeau (vous pouvez alors contacter les auteurs).
- Si vous supprimez le contenu mis en cause (vous pouvez préalablement contacter les auteurs),

argumentez précisément cette suppression dans la page de discussion
(un manque de référence n'est pas un argument ; une recherche réelle de référence doit avoir été effectuée, être formellement documentée).
Vallans est une petite commune dont l'habitat se répartit entre le bourg, sur la D 1, et les hameaux des Touches, d'Allerit et du Petit Village. Trois ruisseaux irriguent le territoire de la commune, du sud vers le nord, où ils rejoignent la rivière Courance. Le chemin de Grande Randonnée GR 36 longe la limite est de la commune.
Son patrimoine est représenté par l’église Notre-Dame. C'est une église d'origine romane, époque dont elle conserve quelques éléments, en particulier son chœur du XIe siècle. Saint Louis vint s'y recueillir durant le siège de Frontenay-Rohan-Rohan en 1242, et un tableau rappelle cet épisode, ainsi qu'une statue du roi[source insuffisante].  Elle fut partiellement détruite au cours de la guerre de Cent Ans ou des guerres de Religion et fut reconstruite au XIXe siècle.

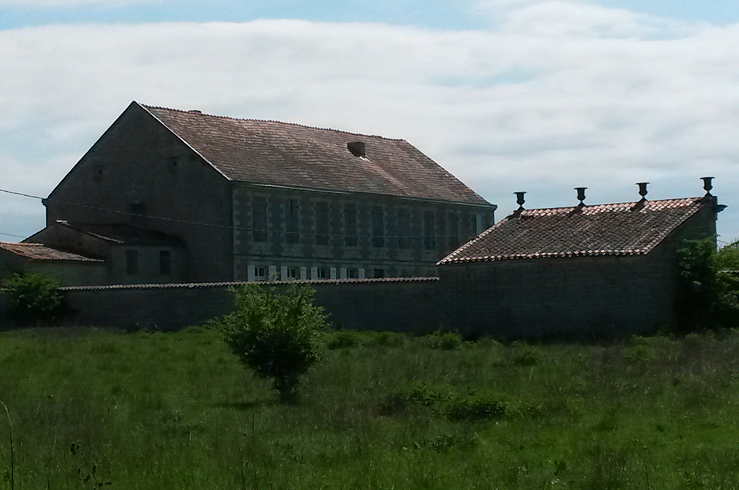
Château d'Allerit, Vallans.

Trois demeures portent le nom de "châteaux" à Vallans. Leurs noms figurent sur la carte de Cassini de la région. Aujourd'hui, ce sont des propriétés privées qui ne se visitent pas. 
- Le château de Vallans se situe dans le bourg, au chevet de l'église. Il fut le site d'une seigneurie dont on trouve des traces dès le XIVe siècle[24][source insuffisante].
- Le château d'Allerit se situe sur le plateau calcaire, près du GR36. Il fut le siège d'une seigneurie remontant au XVe siècle. Le bâtiment principal actuel, une  grande bâtisse rectangulaire, de conception classique, date de 1780[47]. À l'intérieur de sa cour se trouve un vaste pigeonnier circulaire. Ce fut le lieu de naissance de Charles-François Boscal, comte de Réals de Mornac (1777-1866), maire de Saintes et député de Charente-Maritime[47][source insuffisante].
- Le château ou logis de Gautret (parfois orthographié Gautré), se situe à la limite nord de la commune, en bord de marais. On retrace son histoire jusqu'au début du XVIIe siècle. Au début du XXe siècle, le logis fut légué à la famille de Francis Picabia, peintre et écrivain proche du mouvement Dada, avant d'être racheté par un agriculteur local en 1940[48][source insuffisante].

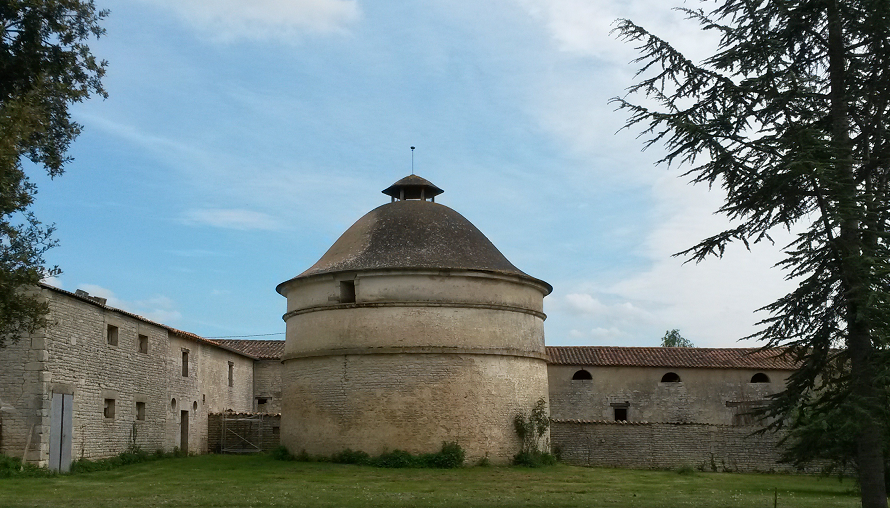
Pigeonnier du château d'Allerit.

On peut aussi voir à Vallans de nombreuses fermes et habitations traditionnelles, aux murs construits de petits moellons plats de la pierre calcaire claire locale, soigneusement maçonnés.
Il existe également de nombreux petits édifices liés à l’eau, fontaines, lavoirs et puits auxquels s’attachent maintes légendes. Ainsi, la fontaine du Petit Village, dont les eaux vont grossir le ruisseau de la Garenne.
Les différents lavoirs s'inscrivent dans un ensemble appartenant au patrimoine du Marais poitevin.

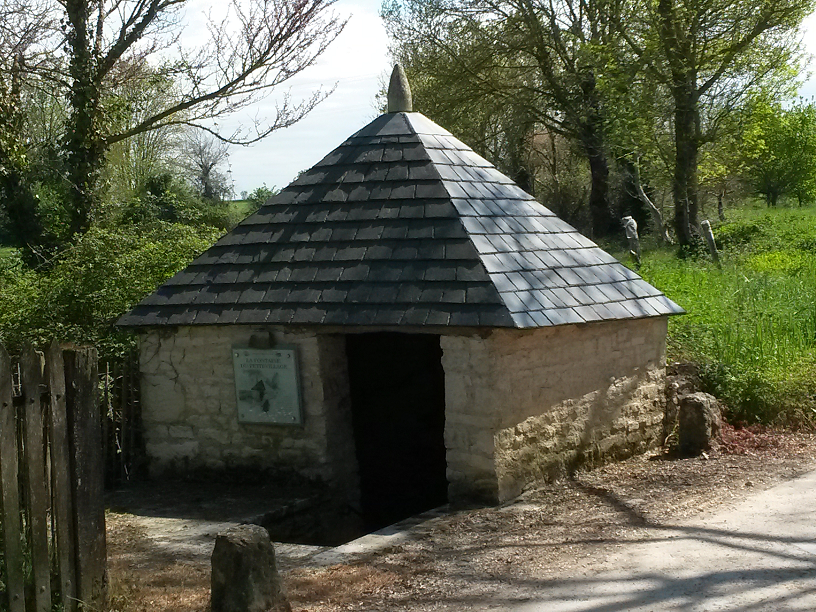
Fontaine du Petit Village.
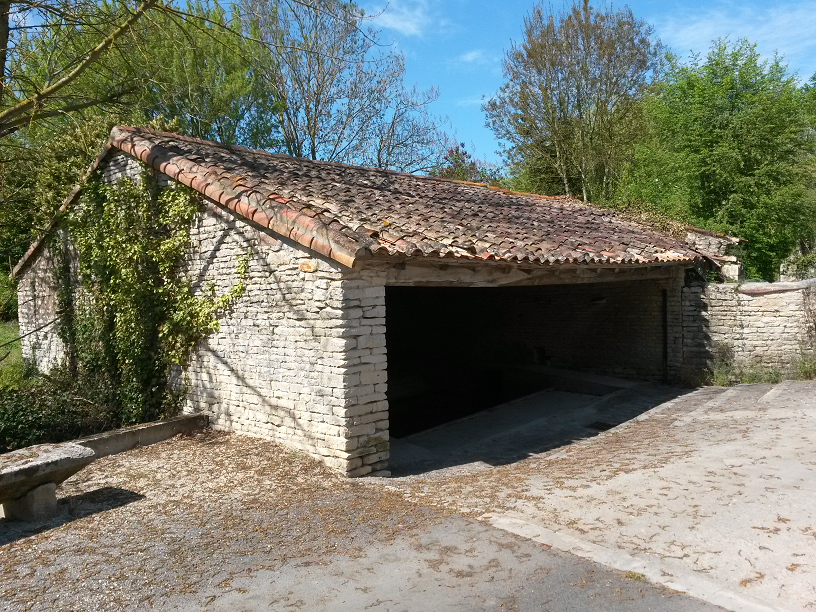
Lavoir du Bourg de Vallans.
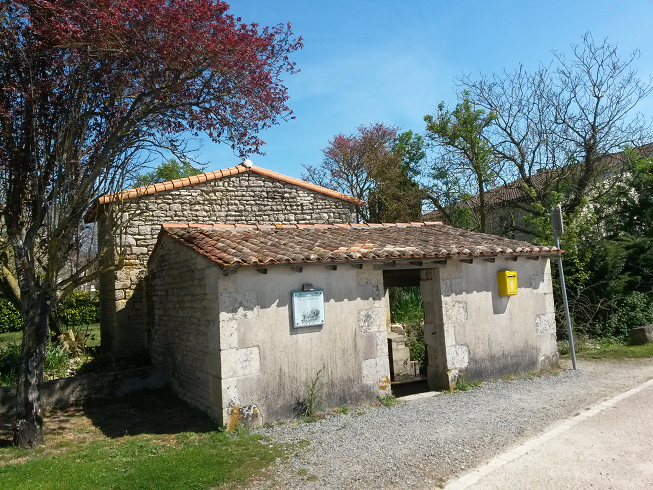
Lavoir d'Allerit, Vallans.

## Personnalités liées à la commune
- Charles-François Boscal, comte de Réals de Mornac, (1777 - 1866) né et mort au château d'Allerit (Vallans), est un homme politique français, maire de Saintes et député de la Charente-Maritime.
- Louis-Joseph Grelet (1870 - 1945) prêtre et mycologue français natif de Vallans.